# Valerija Heybal
Valerija Heybal, slovenska sopranistka in operna pevka, 16. januar 1918, Kamnik, † 18. september 1994, Ljubljana.

## Življenje in delo
Rodila se je v Kamniku očetu Josipu organistu in materi Ceciliji rojeni Matičič, katera je bila lastnica manifakturne trgovine. Osnovno šolo je začela obiskovati v Kamniku, nato nadaljevala v Ljubljani, kjer je končala tudi nižjo gimnazijo in šest razredov srednje šole Državnega konservatorija v Ljubljani.Solo petje je študirala pri profesorju Francu Župevcu. V vlogi Djule v Gotovčevi operi Ero z onega sveta je debitirala 16. januarja 1938, že 15. avgusta 1938 pa je postala članica ljubljanske Opere, kjer je delala vse do 31. decembra 1947. V začetku leta 1948 je odšla v Beograd, kjer je ostala vse do upokojitve 15. marca 1971 ter se vrnila v Ljubljano. Zadnja leta je zaradi bolezni večino časa preživela v bolnišnici, umrla je 18. septembra 1994 v Ljubljani, pokopana je na kamniških Žalah.
Leta 1949 je dobila Prešernovo nagrado za vlogo Tosce v Puccinjevi istoimenski operi.